# Enana de Bootes II
La galaxia enana de Bootes II o Boo II es una galaxia enana esferoidal situada en la constelación de Bootes que fue descubierta en 2007 en los datos obtenidos por el proyecto de investigación del espacio Sloan Digital Sky Survey. Se encuentra a una distancia de unos 42 kilopársecs del Sol y se mueve hacia este con una velocidad de 120 km/s. Está clasificada como una galaxia enana esferoidal (dSph), lo que significa que tiene una forma aproximadamente redonda con un radio de penumbra de aproximadamente 51 pársecs.
La galaxia es uno de los satélites más pequeños y débiles  de la Vía Láctea; su luminosidad integrada es aproximadamente 1.000 veces la del Sol (con una magnitud aparente absoluta de aproximadamente −2,7), que es mucho menor que la luminosidad de la mayoría. de los cúmulos globulares. Sin embargo, la masa de la galaxia es sus6tancial y corresponde a una relación masa-luz de más de 100.
La población estelar de Bootes II se compone principalmente de estrellas moderadamente antiguas formadas hace entre 10 y 12 mil millones de años. La metalicidad de estas viejas estrellas es baja, de −1.8, lo que significa que contienen 80 veces menos elementos pesados que el Sol. Actualmente en la galaxia no se produce formación estelar y , hasta ahora, las mediciones no han logrado detectar hidrógeno neutro en él: el límite superior es de sólo 86 masas solares.
La galaxia se encuentra a sólo 1,5 grados (~1,6 kilopársecs) de distancia de otra galaxia enana: Bootes I, aunque es poco probable que estén físicamente asociadas porque se mueven en direcciones opuestas con respecto a la Vía Láctea y su velocidad relativa de alrededor de 200 km/s es demasiada  alta. Es más probable que esté asociada con la Corriente de Sagitario y, por lo tanto, con la galaxia enana elíptica de Sagitario (SagDEG), por lo tanto Bootes II podría ser una galaxia satélite de esta o uno de sus cúmulos estelares arrancados de la galaxia principal hace entre 4 y 7 mil millones de años.